# جيري هيلر
جيري هيلر (بالإنجليزية: Jerry Heller)‏ هو كاتب ومنتج أفلام ووكيل مواهب ومدير مواهب أمريكي، ولد في 6 أكتوبر 1940 في شاكير هايتس في الولايات المتحدة، وتوفي في 2 سبتمبر 2016 في ثاوزند أوكس في الولايات المتحدة بسبب نوبة قلبية.

## وصلات خارجية
- جيري هيلر على موقع IMDb (الإنجليزية)
- جيري هيلر على موقع ميوزك برينز (الإنجليزية)
- جيري هيلر على موقع ديسكوغز (الإنجليزية)
- جيري هيلر على موقع قاعدة بيانات الفيلم (الإنجليزية)
- جيري هيلر على موقع كينوبويسك (الروسية)